# SN 2008hg
SN 2008hg – supernowa typu II-P odkryta 15 listopada 2008 roku w galaktyce IC1720. W momencie odkrycia miała maksymalną jasność 17,40m.